# جان کنون (راننده مسابقه)
جان کنون (انگلیسی: John Cannon؛ زادهٔ ۲۱ ژوئن ۱۹۳۳ در لندن، درگذشتهٔ ۱۸ اکتبر ۱۹۹۹ در نیومکزیکو) رانندهٔ مسابقات اتومبیل‌رانی فرمول یک اهل کانادا بود که در فصل ۱۹۷۱ در مجموع در یک گراند پری شرکت کرد، اما موفق به کسب هیچ امتیازی نشد.
کنون در ۱۸ اکتبر ۱۹۹۹ بر اثر شدت جراحات وارده طی حادثهٔ سقوط هواپیمای تحقیقاتی در نیومکزیکو درگذشت.